# Bucni (obwód chmielnicki)
Bucni (ukr. Буцні) – wieś na Ukrainie, w obwodzie chmielnickim, w rejonie chmielnickim, w hromadzie Latyczów. W 2001 liczyła 201 mieszkańców, spośród których 198 wskazało jako ojczysty język ukraiński, a 3 rosyjski.